# لورين كروغر
لورين كروغر (بالإنجليزية: Lorraine Krueger)‏ هي ممثلة أمريكية، ولدت في 27 فبراير 1918 في سانت لويس في الولايات المتحدة، وتوفيت في 15 يوليو 2003 في ويستلاك فيلاج في الولايات المتحدة.

## وصلات خارجية
- لورين كروغر على موقع IMDb (الإنجليزية)
- لورين كروغر على موقع قاعدة بيانات الفيلم (الإنجليزية)